# Ted
Ted é um filme estadunidense de comédia e fantasia de 2012, dirigido, co-produzido e co-escrito por Seth MacFarlane, marcando a estreia deste em filmes com atores. O filme é estrelado por Mark Wahlberg e Mila Kunis, com Joel McHale e Giovanni Ribisi em papéis coadjuvantes; MacFarlane fornece a voz e a captura de movimento do personagem-título. O filme conta a história de John Bennett, um nativo de Boston cujo desejo de infância dá vida a seu amigo ursinho de pelúcia chamado Ted; porém, na idade adulta, a amizade de Ted e John começa a interferir no andamento do relacionamento de John com sua namorada, Lori Collins.
Foi produzido pela Media Rights Capital e distribuído pela Universal Pictures, sendo lançado nos Estados Unidos em 29 de junho de 2012. Se tornou um sucesso de bilheteria, arrecadando 549,4 milhões de dólares contra um orçamento em torno de 50 a 65 milhões de dólares. Ted foi o filme de comédia de maior bilheteria de 2012 e é atualmente a segunda comédia de maior bilheteria de todos os tempos (atrás de The Hangover Part II). Foi também indicado ao Óscar de melhor canção original. Foi recebido com críticas geralmente positivas, originando uma franquia de sucesso, com uma sequência lançada em 2015 e uma série de televisão prequela atualmente em desenvolvimento.

## Enredo
Em 1985, John Bennett, de oito anos de idade, é um filho único e sem amigos que mora em Norwood, Massachusetts, um subúrbio de Boston, e deseja que seu novo presente de Natal, um enorme urso de pelúcia chamado Ted, ganhe vida e se torne seu melhor amigo. A data do desejo coincide com a passagem de um estrela cadente e se torna realidade; a notícia se espalha rapidamente, fazendo de Ted uma breve celebridade pelos Estados Unidos nos anos seguintes.
Vinte e sete anos depois, John, agora com trinta e cinco anos, e Ted ainda moram juntos em Boston e ainda são companheiros leais que desfrutam de uma vida prazeiroza. John está namorando Lori Collins, que conheceu em uma boate. Com a aproximação de seu aniversário de namoro de quatro anos, Lori espera se casar com John, mas sente que não pode seguir em frente na vida com Ted por perto dele. John hesita em fazer Ted partir, mas é persuadido a agir quando encontram Ted em casa com um grupo de prostitutas após o jantar de aniversário do casal.
John ajuda Ted a obter seu próprio apartamento e um emprego em uma mercearia, onde Ted começa a namorar sua colega de trabalho Tami-Lynn. Lori descobre que John tem faltado ao trabalho, usando-a como desculpa, para relutantemente continuar a passar a maior parte de seu tempo com o urso. John e Lori são convidados para uma festa organizada pelo empresário mulherengo de Lori, Rex, mas Ted atrai John para uma festa em seu apartamento com a oferta pressionada de conhecer Sam J. Jones, a estrela de seu filme favorito, Flash Gordon; John pretende ficar apenas alguns minutos, mas se deixa levar pela ocasião. Lori encontra John lá e furiosamente termina com ele. John, devastado, desconta toda sua raiva em Ted e o repudia, o que acaba causando uma briga entre os dois.
Após se reconciliarem, Ted consegue que uma antiga amante, a cantora Norah Jones (que o urso conheceu durante um evento de caridade em 2002 ainda quando era famoso) ajude John a expressar seu amor por Lori com uma música cantada por ele durante o show dela onde Lori e Rex comparecem; John canta uma versão desafinada da música tema do filme Octopussy, "All Time High", de Rita Coolidge, sendo vaiado e expulso do palco. Lori fica comovida com a tentativa de reatação de John e volta para seu apartamento, onde Ted reconhece seu papel na recaída de John e se oferece para deixá-los sozinhos para sempre se ela voltar com John.
Após convencer Lori a ir atrás de seu ex, Ted é sequestrado por Donny, um perseguidor mentalmente instável que idolatrava Ted quando criança. Donny planeja fazer de Ted o novo brinquedo de seu filho brutal, Robert. Já na casa deles, Ted consegue alcançar um telefone para contatar John, mas é descoberto por Donny e Robert, que fogem da casa com o urso. Percebendo que Ted está em perigo, John e Lori localizam a residência de Donny e o perseguem para resgatar Ted. A perseguição os leva ao Fenway Park, onde John dá um soco em Robert, nocauteando-o, mas durante a perseguição, Ted é rasgado por Donny e cai no campo, partindo-se inteiramente ao meio; um carro da polícia chega, forçando Donny a fugir. John e Lori juntam todo o resto da pelúcia de Ted para tentar salvá-lo antes do urso transmitir seu desejo de que John seja feliz com Lori. A magia que faz Ted ficar vivo desaparece, tornando-o um ursinho de pelúcia inanimado novamente.
Desesperado e não querendo perder Ted, John e Lori correm de volta para seu apartamento e tentam costurar as partes rasgadas de Ted, o que se mostra inútil. Sentindo-se triste com sua parte no incidente, Lori faz um pedido a uma estrela cadente enquanto John está dormindo naquela noite. Na manhã seguinte, Ted é reanimado pelo desejo de Lori e o casal se reúne novamente, encorajando-os a retomar seu relacionamento; John então finalmente propõe casamento a Lori e ela aceita. Algum tempo depois, eles se casam (com Sam Jones ministrando a união do casal na igreja), e Ted aceita confortavelmente ter uma vida própria, enquanto ele e Tami-Lynn continuam seu caso de amor. Sam Jones tenta reiniciar sua carreira e se muda para um apartamento com Brandon Routh; Rex desiste de perseguir Lori, entra em profunda depressão e morre da doença de Lou Gehrig; Donny é preso pelo Departamento de Polícia de Boston por sequestrar Ted, mas as acusações são retiradas devido à estupidez da situação; Robert contrata um personal trainer, perde uma quantidade significativa de peso e passa a se tornar Taylor Lautner.

## Elenco
| Papel                 | Ator / Atriz      |
| --------------------- | ----------------- |
| John Bennett          | Mark Wahlberg     |
| Lori Collins          | Mila Kunis        |
| Ted (voz)             | Seth MacFarlane   |
| Rex                   | Joel McHale       |
| Donny                 | Giovanni Ribisi   |
| Guy                   | Patrick Warburton |
| Thomas                | Matt Walsh        |
| Tami-Lynn             | Jessica Barth     |
| Robert                | Aedin Mincks      |
| Frank                 | Bill Smitrovic    |
| Alix                  | John Viener       |
| Tanya                 | Laura Vandervoort |
| Sam J. Jones          | Ele Mesmo         |
| Ming                  | Robert Wu         |
| Gina                  | Ginger Gonzaga    |
| Tracy                 | Jessica Stroup    |
| Michelle              | Melissa Ordway    |
| Norah Jones           | Ela Mesma         |
| Mãe do John           | Alex Borstein     |
| Pai do John           | Ralph Garman      |
| John criança          | Bretton Manley    |
| Ted criança (voz)     | Zane Cowans       |
| Ted Danson            | Ele Mesmo         |
| Ryan Reynolds         | Ele Mesmo         |
| Flash Gordon - Imagem | Sam J. Jones      |
| Narrador (voz)        | Patrick Stewart   |

## Produção

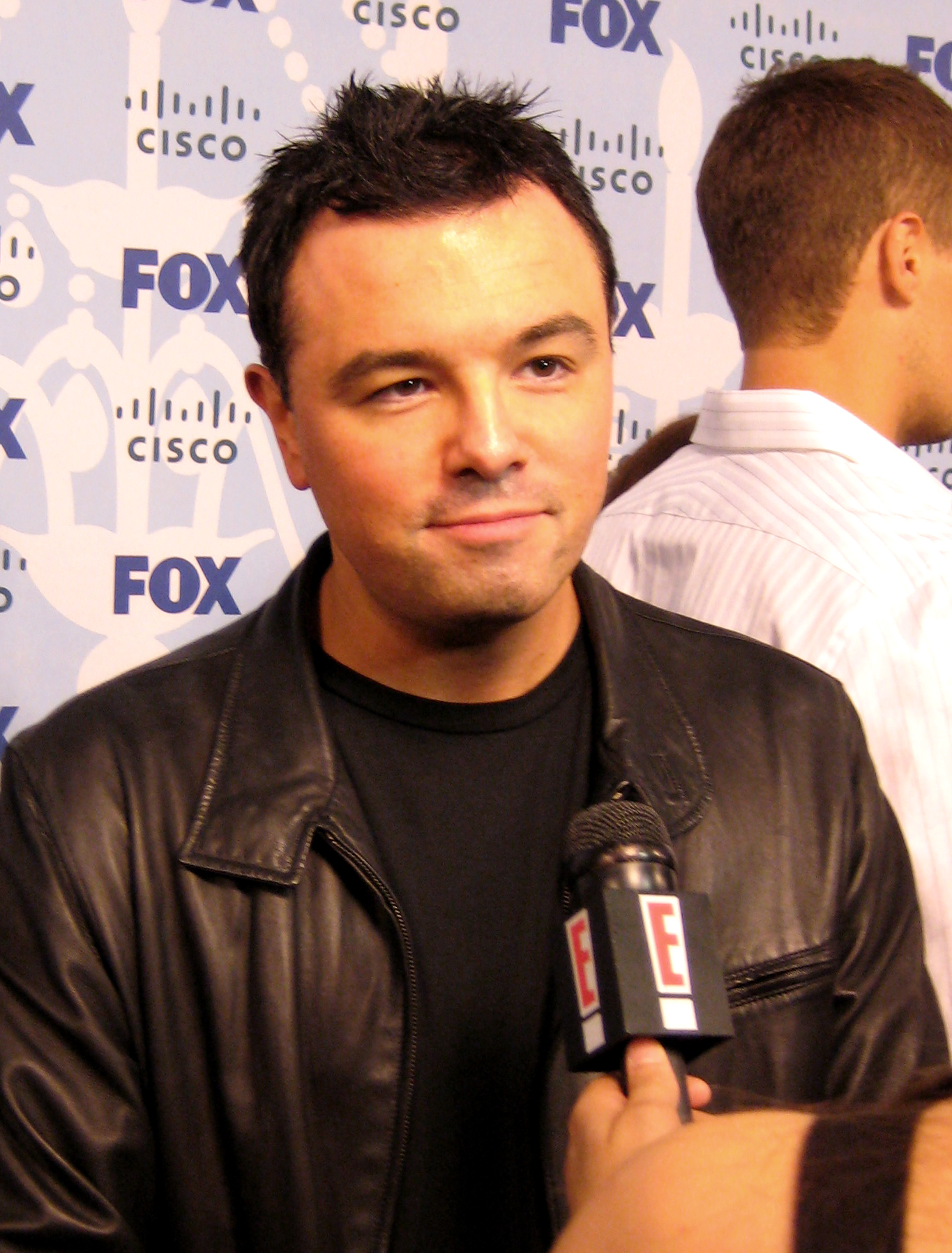
Seth MacFarlane realizou sua estreia como diretor de cinema em Ted. Além de dirigir o filme, MacFarlane também escreveu, produziu e forneceu a captura de movimento e voz para o personagem-título

O filme marcou a estreia de Seth MacFarlane como diretor de cinema. Ted utilizou técnicas de live-action com animação digital realizadas pelos estúdios de efeitos visuais Tippett Studio e Iloura. MacFarlane escreveu o roteiro com seus colegas de Family Guy, Alec Sulkin e Wellesley Wild. Em um vídeo de making-of, foi revelado que MacFarlane originalmente queria transformar Ted em um programa de televisão animado, muito parecido com seus trabalhos anteriores Family Guy, American Dad! e The Cleveland Show.
Originalmente, a 20th Century Fox foi oferecida para financiar e distribuir o filme, dada a sua colaboração com MacFarlane para programas como Family Guy, American Dad! e The Cleveland Show. No entanto, MacFarlane queria um orçamento de US$ 65 milhões para o filme, o que a Fox considerou um preço muito alto para um filme de comédia adulta, ainda mais para um diretor estreante, e estava cética quanto ao sucesso futuro do filme; a Fox também queria que o filme tivesse uma "classificação PG-13" em vez de "R", da qual MacFarlane, Sulkin e Wild acabaram escrevendo uma versão. A Fox posteriormente acabou desistindo e MacFarlane começou a levar o seu projeto para outro estúdio. Em 12 de abril de 2010, a Universal Pictures anunciou que havia adquirido todos os direitos de Ted depois de concordar com o orçamento de US$ 65 milhões que MacFarlane solicitou, além de acatar a decisão do diretor em produzir versão mais censurada do roteiro.
Em 26 de outubro de 2010, Mark Wahlberg juntou-se ao projeto como ator principal. Dois meses depois, em 14 de dezembro, Mila Kunis, dubladora de Megan Griffin de Family Guy, também se juntou ao elenco. Em 23 de fevereiro de 2011, Giovanni Ribisi juntou-se a Mark Wahlberg e Mila Kunis em Ted. A filmagem começou em maio de 2011 em Boston, Norwood, Swampscott, e Chelsea, todas cidades de Massachusetts.
O filme estava previsto para ser lançado nos Estados Unidos em 13 de julho de 2012, mas foi adiado para 29 de junho, tanto para evitar a competição com Ice Age: Continental Drift quanto após o atraso de G.I. Joe: Retaliação.

## Trilha sonora
A trilha sonora do filme foi lançada pela Universal Republic Records em 26 de junho de 2012. Nela é apresentada a trilha de Walter Murphy e músicas de vários artistas como Norah Jones e Queen. Seth MacFarlane co-escreveu o tema de abertura "Everybody Needs a Best Friend" com Murphy. A canção mais tarde foi nomeada para o Oscar de melhor canção original no Oscar 2013.

### Lista de faixas
Todas as faixas de Walter Murphy, exceto onde indicado.
1. "Everybody Needs a Best Friend" por Norah Jones
2. "The Power of Wishes"
3. "Thunder Buddies for Life"
4. "John and Lori at Work" / "A Walk in the Park"
5. "Magical Wish"
6. "Rex's Party (Everybody Needs a Best Friend)"
7. "The Breakup"
8. "Never Be Scared of Thunder Again"
9. "Ted Is Captured" / "Raiders of the Lost Ark"
10. "The Car Chase" / "Fenway Pursuit"
11. "Climbing the Tower" / "She's Your Thunder Buddy Now"
12. "Saving Ted" / "Lori's Wish"
13. "The Proposal" / "The Wedding"
14. "End Titles"
15. "Flash's Theme" por Queen
16. "Sin" por Daphné
17. "Only Wanna Be with You" por Hootie & the Blowfish
18. "Come Away with Me" por Norah Jones
19. "All Time High" por Rita Coolidge
20. "I Think We're Alone Now" por Tiffany
21. "Thunder Buddies" por Mark Wahlberg

Outras canções não incluídas na trilha sonora, mas utilizados no filme incluem faixas selecionadas de Queen de seu álbum Flash Gordon: "Football Fight", "Battle Theme" e "The Hero", bem como o "Knight Rider Theme" de Stu Phillips, "Stayin' Alive" de "Bee Gees", "Kiss Kiss" de "Chris Brown" e "The Imperial March" de John Williams. Os trailers do filme usaram as músicas "Best Friend" de Harry Nilsson e "How You Like Me Now?" de The Heavy.

## Marketing
Para promover o filme, a Universal Pictures se uniu com Axe em uma campanha de marketing que envolveu o personagem-título e de produtos da marca de cuidados do cabelo Axe Hair. Em um comercial, Ted leva uma mulher em um encontro em um restaurante chique, onde ele a leva ao orgasmo por baixo da mesa, antes de entregar a um outro homem uma caixa de gel Axe Hair.
Em fevereiro de 2013 a estrela do filme Mark Wahlberg e o personagem-título fizeram uma aparição no Oscar 2013, que Seth MacFarlane apresentou.

## Recepção

### Comercial
Ted arrecadou US$ 218,8 milhões na América do Norte e US$ 330,6 milhões no exterior, totalizando um faturamento bruto mundial de US$ 549,4 milhões, contra um orçamento na faixa de 50 a 65 milhões de dólares. Foi o filme de maior bilheteria da Universal em 2012, à frente de Branca de Neve e o Caçador e Battleship, sendo o único filme do estúdio a ultrapassar a marca de US$ 400 milhões de receita bruta no ano, além de ser o 12º filme de maior bilheteria de 2012.
O longa se tornou a segunda comédia proibida para menores com maior bilheteria da história superando The Hangover (e estando atrás apenas da sequência deste), surpreendendo nas bilheterias desde sua estreia. Considerando todos os gêneros, e não apenas a comédia, Ted já está entre as dez produções proibidas para menores com maior arrecadação de todos os tempos. No topo do ranking estão A Paixão de Cristo e Matrix Reloaded.

### Resposta da crítica
No site agregador de resenhas Rotten Tomatoes, 69% das 223 resenhas dos críticos são positivas, com uma classificação média de 6,40/10 para o filme; o consenso do site diz: "O enredo de 'romance versus bromance' de Ted é familiar, mas o filme é sustentado pela premissa central de alto conceito e por um roteiro muito engraçado (embora inconsistente)". No Metacritic, o filme tem a pontuação 62/100 com base em 37 críticos, indicando "críticas geralmente favoráveis". O público entrevistado pelo CinemaScore deu ao filme uma nota média "A−" em uma escala de "A+" a "F".
Roger Ebert deu ao filme três estrelas e meia de quatro, citando o filme como "o melhor roteiro de comédia até agora [de 2012]", elogiando também o filme pelo fato de que o mesmo "não fica sem vapor". Nathan Rabin, do jornal de entretenimento The A.V. Club, deu ao filme uma nota "B". Brent McNight, do Beyond Hollywood, comentou sobre as piadas: "Algumas dessas piadas os produtores acertaram, outras erraram". Por outro lado, A. O. Scott, crítico de cinema do jornal The New York Times, chamou Ted de "chato, preguiçoso e totalmente sem originalidade".
O crítico brasileiro Lucas Salgado do site AdoroCinema disse: "A escolha de Seth MacFarlane, o criador de Family Guy não poderia ser melhor"; Salgado disse também que: "O filme traz aquele humor politicamente incorreto que é a marca do seriado e segue a linha de outras comédias restritas para menores que fizeram sucesso recentemente como Se Beber, Não Case!".

## Controvérsia
O deputado brasileiro Protógenes Queiroz manifestou-se contra Ted em seu Twitter, dizendo que entraria no Ministério da Justiça para tirar o filme de circulação. Queiroz levou seu filho de 11 anos - apesar da censura de Ted ser 16 anos - e ficou revoltado com a mensagem que o filme passa de que "quem consome drogas, não trabalha e não estuda é feliz". Depois da reação popular, Queiroz decidiu que apenas pediria para aumentar a censura para 18 anos. O Ministério indeferiu o pedido, alegando que a censura determinada pelo Departamento de Justiça, Classificação, Títulos e Qualificação já alertava o conteúdo controverso e que "tais conteúdos têm impacto minimizado por contexto cômico e fantasioso". Na semana seguinte ao protesto de Queiroz, Ted liderou as bilheterias brasileiras.

## Legado

### Sequência
Durante a promoção de American Dad na San Diego Comic-Con de 2012, Seth MacFarlane afirmou que ele estaria aberto a uma sequência de Ted. Em setembro de 2012, o executivo-chefe da Universal, Steve Burke, disse que o estúdio estava tentando fazer uma sequência de Ted "o mais rápido possível".
No programa de TV Anderson Live, Mark Wahlberg confirmou que uma sequência estava em desenvolvimento e que seria a primeira sequência de sua carreira, ao mesmo tempo, revelando que ele e Ted (dublado por MacFarlane) apareceriam no Oscar 2013.
Em fevereiro de 2014, o Deadline informou que Amanda Seyfried havia sido escalada como protagonista feminina e que Kunis não retornaria. Em 8 de julho, MacFarlane anunciou que a produção da sequência havia começado oficialmente. Ted 2 foi lançado em 26 de junho de 2015 nos Estados Unidos. Assim como o primeiro filme, se tornou um sucesso comercial, embora recebeu críticas mistas.

### Série de televisão
Em abril de 2022, foi anunciado que uma série de televisão prequela de Ted estava em desenvolvimento para ser disponibilizada no Peacock. É esperado que MacFarlane também retorne seu papel como o personagem-título.